# Arnaud Molmy
Arnaud Molmy (Marck, 7 augustus 1988) is een Frans voormalig wielrenner. In 2009 liep Molmy stage bij Cofidis, maar wist geen contract af te dwingen.

## Belangrijkste overwinningen
2009
- La Roue Tourangelle

2010
- 4e etappe Ster van Bessèges

## Grote rondes
Geen